# Copa Intertoto de la UEFA 1997
La Copa Intertoto de la UEFA 1997 es la tercera edición de este torneo de fútbol a nivel de clubes organizado por la UEFA. Participan 60 equipos de asociaciones miembros de la UEFA.
Es un torneo clasificatoria para la Copa de la UEFA 1997-98, en donde los 3 clasificados al torneo fueron AJ Auxerre, O.Lyon y SC Bastia. de Francia.

## Participantes
| GAK (5°)               | Austria Vienna (6°)            | Ried (7°)                  | Dinamo-93 Minsk (4°)   |
| Lommel (5°)            | Royal Antwerp (6°)             | Standard Liège (7°)        | Genk (8°)              |
| Spartak Varna (9°)     | Hrvatski Dragovoljac (3°)      | Nea Salamis Famagusta (8°) | Aalborg (5°)           |
| Silkeborg (6°)         | Odense (7°)                    | B36 Tórshavn (4°)          | TPS (3°)               |
| Auxerre (6°)           | Bastia (7°)                    | Lyon (8°)                  | Montpellier (10°)      |
| Merani-91 Tbilisi (4°) | Werder Bremen (8°)             | Duisburg (9°)              | Köln (10°)             |
| Hamburg (13°)          | Iraklis (13°)                  | Panachaiki (15°)           | Vasas (4°)             |
| Leiftur (3°)           | Maccabi Petah Tikva (4°)       | Maccabi Haifa (5°)         | Universitāte Rīga (4°) |
| Kaunas (4°)            | Floriana (3°)                  | Ards (8°)                  | Heerenveen (7°)        |
| Groningen (10°)        | Stabæk (6°)                    | Kongsvinger (7°)           | Odra Wodzisław (3°)    |
| Polonia Warsaw (8°)    | Cork City (4°)                 | Rapid Bucharest (8°)       | Gloria Bistrița (13°)  |
| Dynamo Moscow (4°)     | Lokomotiv Nizhny Novgorod (8°) | Torpedo Moscow (12°)       | Žilina (9°)            |
| Publikum Celje (4°)    | Öster (6°)                     | Halmstad (7°)              | Lausanne Sports (4°)   |
| Aarau (5°)             | İstanbulspor (6°)              | Samsunspor (9°)            | Antalyaspor (10°)      |
| Ebbw Vale (3°)         | Hajduk Kula (4°)               | Proleter Zrenjanin (5°)    | Čukarički Stankom (6°) |

## Fase de grupos
Los 60 equipos fueron distribuidos en 12 grupos de 5 equipos cada uno, los cuales se enfrentaron a una vuelta todos contra todos; y donde el vencedor de cada grupo clasifica a la siguiente ronda.

### Grupo 1
| Pos. | Equipo          | Pts. | PJ | G | E | P | GF | GC | Dif. | Clasificación |
| ---- | --------------- | ---- | -- | - | - | - | -- | -- | ---- | ------------- |
| 1    | Duisburg        | 10   | 4  | 3 | 1 | 0 | 5  | 0  | +5   | Semifinales   |
| 2    | Dinamo-93 Minsk | 6    | 4  | 2 | 0 | 2 | 6  | 4  | +2   |               |
| 3    | Aalborg         | 6    | 4  | 2 | 0 | 2 | 6  | 11 | −5   |               |
| 4    | Heerenveen      | 4    | 4  | 1 | 1 | 2 | 8  | 5  | +3   |               |
| 5    | Polonia Warsaw  | 2    | 4  | 0 | 2 | 2 | 1  | 6  | −5   |               |

 Fuente: rsssf.com
| 21-6-1997 | Dinamo-93 Minsk | 1–0 | Heerenveen | Dinamo Stadium, Minsk                                   |                                                         |
|           | Akulich 52'     |     |            | Asistencia: 1,255 espectadores Árbitro(s): Tore Hollung | Asistencia: 1,255 espectadores Árbitro(s): Tore Hollung |

| 22-6-1997 | Aalborg                  | 2–0 | Polonia Warsaw | Aalborg Stadium, Aalborg   |                            |
|           | Højer 70' · Pedersen 84' |     |                | Árbitro(s): Per-Olof Ståhl | Árbitro(s): Per-Olof Ståhl |

| 28-6-1997 | Duisburg                  | 2–0 | Aalborg | Wedaustadion, Duisburg                                   |                                                          |
|           | Osthoff 18' · Wolters 83' |     |         | Asistencia: 9,663 espectadores Árbitro(s): Romāns Lajuks | Asistencia: 9,663 espectadores Árbitro(s): Romāns Lajuks |

| 29-6-1997 | Polonia Warsaw | 1–4 | Dinamo-93 Minsk                                 | Stadion OSIR, Zamość                                     |                                                          |
|           | Wędzyński 38'  |     | Turchinovich 50', 82' · Akulich 53' · Avgul 68' | Asistencia: 413 espectadores Árbitro(s): Sašo Lazarevski | Asistencia: 413 espectadores Árbitro(s): Sašo Lazarevski |

| 5-7-1997 | Dinamo-93 Minsk | 0–1 | Duisburg  | Dinamo Stadium, Minsk                                       |                                                             |
|          |                 |     | Zeyer 22' | Asistencia: 3,000 espectadores Árbitro(s): Khagani Mammadov | Asistencia: 3,000 espectadores Árbitro(s): Khagani Mammadov |

| 6-7-1997 | Heerenveen | 0–0 | Polonia Warsaw | Abe Lenstra Stadion, Heerenveen                            |  |
|          |            |     |                | Asistencia: 6,200 espectadores Árbitro(s): Slavik Kazaryan |  |

| 12-7-1997 | Duisburg                 | 2–0 | Heerenveen | Wedaustadion, Duisburg                                            |                                                                   |
|           | Osthoff 48' · Hirsch 64' |     |            | Asistencia: 8,160 espectadores Árbitro(s): Víctor Esquinas Torres | Asistencia: 8,160 espectadores Árbitro(s): Víctor Esquinas Torres |

| 13-7-1997 | Aalborg                     | 2–1 | Dinamo-93 Minsk  | Aalborg Stadium, Aalborg       |                                |
|           | Frederiksen 31' · Højer 82' |     | Turchinovich 71' | Árbitro(s): Kristinn Jakobsson | Árbitro(s): Kristinn Jakobsson |

| 19-7-1997 | Polonia Warsaw | 0–0 | Duisburg | Stadion Miejski, Łęczna                                 |  |
|           |                |     |          | Asistencia: 400 espectadores Árbitro(s): Sven Kjelbrott |  |

| 20-7-1997 | Heerenveen                                                                                     | 8–2 | Aalborg        | Abe Lenstra Stadion, Heerenveen |                             |
|           | Samardžić 22', 35' · Gusatu 32', 51' · Talan 40', 43' · de Visser 45' (pen.) · El-Khattabi 84' |     | Højer 61', 67' | Árbitro(s): Alfred Micallef     | Árbitro(s): Alfred Micallef |

### Grupo 2
| Pos. | Equipo               | Pts. | PJ | G | E | P | GF | GC | Dif. | Clasificación |
| ---- | -------------------- | ---- | -- | - | - | - | -- | -- | ---- | ------------- |
| 1    | Bastia               | 9    | 4  | 3 | 0 | 1 | 5  | 3  | +2   | Semifinales   |
| 2    | GAK                  | 7    | 4  | 2 | 1 | 1 | 5  | 4  | +1   |               |
| 3    | Silkeborg            | 6    | 4  | 2 | 0 | 2 | 11 | 4  | +7   |               |
| 4    | Hrvatski Dragovoljac | 6    | 4  | 2 | 0 | 2 | 7  | 7  | 0    |               |
| 5    | Ebbw Vale            | 1    | 4  | 0 | 1 | 3 | 2  | 12 | −10  |               |

 Fuente: rsssf.com
| 21-6-1997 | Grazer AK                | 2–0     | Silkeborg | GAK-Platz, Graz                                        |                                                        |
|           | Aničić 39' · Vuković 73' | Reporte |           | Asistencia: 800 espectadores Árbitro(s): Mikko Vuorela | Asistencia: 800 espectadores Árbitro(s): Mikko Vuorela |

| 22-6-1997 | Hrvatski Dragovoljac | 0–1     | Bastia     | Stadion Stanko Vlajnić-Dida, Slavonski Brod                |                                                            |
|           |                      | Reporte | Šiljak 45' | Asistencia: 3,000 espectadores Árbitro(s): Carlo Bertolini | Asistencia: 3,000 espectadores Árbitro(s): Carlo Bertolini |

| 28-6-1997 | Silkeborg                                                      | 5–0 | Hrvatski Dragovoljac | Silkeborg Stadium, Silkeborg                             |                                                          |
|           | Živković 14' · Joković 25' · Šuika 30', 50' · Bordinggaard 71' |     |                      | Asistencia: 741 espectadores Árbitro(s): Valentin Ivanov | Asistencia: 741 espectadores Árbitro(s): Valentin Ivanov |

| 29-6-1997 | Ebbw Vale | 0–0     | Grazer AK | Eugene Cross Park, Ebbw Vale                          |                                                       |
|           |           | Reporte |           | Asistencia: 774 espectadores Árbitro(s): Herbert Barr | Asistencia: 774 espectadores Árbitro(s): Herbert Barr |

| 5-7-1997 | Hrvatski Dragovoljac                      | 4–0     | Ebbw Vale | Stadion Radnik, Velika Gorica                        |                                                      |
|          | Musa 14' · Đolonga 24' · Katulić 67', 90' | Reporte |           | Asistencia: 420 espectadores Árbitro(s): Ronald Beck | Asistencia: 420 espectadores Árbitro(s): Ronald Beck |

| 5-7-1997 | Bastia     | 1–0     | Silkeborg | Stade Armand Cesari, Bastia                                |                                                            |
|          | Šiljak 24' | Reporte |           | Asistencia: 3,000 espectadores Árbitro(s): Carlo Bertolini | Asistencia: 3,000 espectadores Árbitro(s): Carlo Bertolini |

| 12-7-1997 | Grazer AK    | 1–3     | Hrvatski Dragovoljac                  | Arnold Schwarzenegger-Stadion, Graz                           |                                                               |
|           | Sabitzer 73' | Reporte | Musa 7' · Škopljanac 16' · Vukoja 40' | Asistencia: 1,200 espectadores Árbitro(s): Merab Malagouradze | Asistencia: 1,200 espectadores Árbitro(s): Merab Malagouradze |

| 13-7-1997 | Ebbw Vale | 1–2     | Bastia          | Eugene Cross Park, Ebbw Vale                          |                                                       |
|           | Tyler 54' | Reporte | Šiljak 12', 31' | Asistencia: 950 espectadores Árbitro(s): Mike McCurry | Asistencia: 950 espectadores Árbitro(s): Mike McCurry |

| 19-7-1997 | Silkeborg                                                       | 6–1 | Ebbw Vale  | Silkeborg Stadium, Silkeborg   |                                |
|           | Fernandez 5' · Joković 30', 73' · Thygesen 69', 71' (pen.), 90' |     | Webley 70' | Árbitro(s): Stefan Ormandzhiev | Árbitro(s): Stefan Ormandzhiev |

| 19-7-1997 | Bastia       | 1–2      | Grazer AK                  | Stade Armand Cesari, Bastia                               |                                                           |
|           | F. Mendy 45' | [Reporte | Kulovits 25' · Ramusch 52' | Asistencia: 2,500 espectadores Árbitro(s): Zygmunt Ziober | Asistencia: 2,500 espectadores Árbitro(s): Zygmunt Ziober |

### Grupo 3
| Pos. | Equipo                | Pts. | PJ | G | E | P | GF | GC | Dif. | Clasificación |
| ---- | --------------------- | ---- | -- | - | - | - | -- | -- | ---- | ------------- |
| 1    | Auxerre               | 10   | 4  | 3 | 1 | 0 | 19 | 2  | +17  | Semifinales   |
| 2    | Lausanne Sports       | 8    | 4  | 2 | 2 | 0 | 13 | 4  | +9   |               |
| 3    | Royal Antwerp         | 7    | 4  | 2 | 1 | 1 | 7  | 7  | 0    |               |
| 4    | Nea Salamis Famagusta | 3    | 4  | 1 | 0 | 3 | 6  | 19 | −13  |               |
| 5    | Ards                  | 0    | 4  | 0 | 0 | 4 | 1  | 14 | −13  |               |

 Fuente: rsssf.com
| 21-6-1997 | Ards | 0–1 | Royal Antwerp      | Castlereagh Park, Newtownards                             |                                                           |
|           |      |     | Kiekens 16' (pen.) | Asistencia: 1,000 espectadores Árbitro(s): Roger Philippi | Asistencia: 1,000 espectadores Árbitro(s): Roger Philippi |

| 22-6-1997 | Lausanne Sports                            | 4–1 | Nea Salamis Famagusta | Stade Olympique de la Pontaise, Lausanne               |                                                        |
|           | Iglesias 20' · Hänzi 56' · N'Kufo 59', 81' |     | Mihić 90'             | Asistencia: 800 espectadores Árbitro(s): Grujica Tomić | Asistencia: 800 espectadores Árbitro(s): Grujica Tomić |

| 28-6-1997 | Auxerre       | 1–1 | Lausanne Sports  | Stade Abbé-Deschamps, Auxerre                             |                                                           |
|           | Guivarc'h 38' |     | Ohrel 45' (pen.) | Asistencia: 3,917 espectadores Árbitro(s): Emanuel Zammit | Asistencia: 3,917 espectadores Árbitro(s): Emanuel Zammit |

| 29-6-1997 | Nea Salamis Famagusta                                    | 4–1 | Ards              | Ammochostos Stadium, Larnaca                            |                                                         |
|           | Ilias 53', 80' · Kovačević 59' (pen.) · Mihić 78' (pen.) |     | Bowers 84' (pen.) | Asistencia: 840 espectadores Árbitro(s): Andrey Butenko | Asistencia: 840 espectadores Árbitro(s): Andrey Butenko |

| 5-7-1997 | Ards | 0–3 | Auxerre                                    | Castlereagh Park, Newtownards |                         |
|          |      |     | Compan 65' · Sibierski 79' · Guivarc'h 89' | Árbitro(s): Zoran Arsić       | Árbitro(s): Zoran Arsić |

| 6-7-1997 | Royal Antwerp                                     | 4–0 | Nea Salamis Famagusta | Bosuilstadion, Antwerp |                      |
|          | Glogovac 21' · Pivaljević 48', 60' · da Silva 88' |     |                       | Árbitro(s): Eyal Zur   | Árbitro(s): Eyal Zur |

| 12-7-1997 | Auxerre                                            | 5–0 | Royal Antwerp | Stade Abbé-Deschamps, Auxerre                           |                                                         |
|           | Diomède 11', 30' · Marlet 25' · Guivarc'h 59', 72' |     |               | Asistencia: 5,000 espectadores Árbitro(s): Attila Juhos | Asistencia: 5,000 espectadores Árbitro(s): Attila Juhos |

| 13-7-1997 | Lausanne Sports                                                                          | 6–0 | Ards | Stade Olympique de la Pontaise, Lausanne                    |                                                             |
|           | Hänzi 28', 38' · Iglesias 52' · Carrasco 72' · Celestini 76' (pen.) · Douglas 79' (pen.) |     |      | Asistencia: 1,070 espectadores Árbitro(s): Vladimir Antonov | Asistencia: 1,070 espectadores Árbitro(s): Vladimir Antonov |

| 19-7-1997 | Nea Salamis Famagusta | 1–10 | Auxerre                                                                              | Ammochostos Stadium, Larnaca                         |                                                      |
|           | Demetriou 86'         |      | Guivarc'h 13', 20', 24', 54', 84' · Diomède 51', 81' · Lachuer 66', 77' · Marlet 70' | Asistencia: 400 espectadores Árbitro(s): Gerry Perry | Asistencia: 400 espectadores Árbitro(s): Gerry Perry |

| 20-7-1997 | Royal Antwerp                     | 2–2 | Lausanne Sports          | Bosuilstadion, Antwerp                                      |                                                             |
|           | da Silva 58' · Kiekens 73' (pen.) |     | Douglas 39' · Thurre 62' | Asistencia: 2,000 espectadores Árbitro(s): Igor Horozhankin | Asistencia: 2,000 espectadores Árbitro(s): Igor Horozhankin |

### Grupo 4
| Pos. | Equipo              | Pts. | PJ | G | E | P | GF | GC | Dif. | Clasificación |
| ---- | ------------------- | ---- | -- | - | - | - | -- | -- | ---- | ------------- |
| 1    | Köln                | 10   | 4  | 3 | 1 | 0 | 9  | 2  | +7   | Semifinales   |
| 2    | Maccabi Petah Tikva | 5    | 4  | 1 | 2 | 1 | 2  | 3  | −1   |               |
| 3    | Standard Liège      | 4    | 4  | 0 | 4 | 0 | 1  | 1  | 0    |               |
| 4    | Cork City           | 3    | 4  | 0 | 3 | 1 | 0  | 2  | −2   |               |
| 5    | Aarau               | 2    | 4  | 0 | 2 | 2 | 0  | 4  | −4   |               |

 Fuente: rsssf.com
| 21-6-1997 | Maccabi Petah Tikva | 1–3 | Köln                                        | Ramat Gan Stadium, Ramat Gan                            |                                                         |
|           | Tal 53'             |     | Munteanu 3' · Gaißmayer 37' · Tretschok 75' | Asistencia: 302 espectadores Árbitro(s): Philippe Leduc | Asistencia: 302 espectadores Árbitro(s): Philippe Leduc |

| 22-6-1997 | Standard Liège | 0–0 | Aarau | Stade Maurice Dufrasne, Liège                            |  |
|           |                |     |       | Asistencia: 2,412 espectadores Árbitro(s): Livio Bazzoli |  |

| 28-6-1997 | Cork City | 0–0 | Standard Liège | Turners Cross, Cork                                         |  |
|           |           |     |                | Asistencia: 1,950 espectadores Árbitro(s): Costas Kapitanis |  |

| 29-6-1997 | Aarau | 0–1 | Maccabi Petah Tikva | Stadion Brügglifeld, Aarau                             |                                                        |
|           |       |     | Biala 74'           | Asistencia: 1,400 espectadores Árbitro(s): Marcel Lică | Asistencia: 1,400 espectadores Árbitro(s): Marcel Lică |

| 5-7-1997 | Maccabi Petah Tikva | 0–0 | Cork City | Kiryat Eliezer Stadium, Haifa |  |
|          |                     |     |           | Árbitro(s): Mustafa Çulcu     |  |

| 6-7-1997 | Köln                  | 3–0 | Aarau | Südstadion, Cologne                                        |                                                            |
|          | Vlădoiu 22', 29', 84' |     |       | Asistencia: 11,000 espectadores Árbitro(s): Milan Mitrović | Asistencia: 11,000 espectadores Árbitro(s): Milan Mitrović |

| 12-7-1997 | Cork City | 0–2 | Köln                       | Turners Cross, Cork                                        |                                                            |
|           |           |     | Munteanu 31' · Polster 53' | Asistencia: 4,000 espectadores Árbitro(s): Robert Sedlacek | Asistencia: 4,000 espectadores Árbitro(s): Robert Sedlacek |

| 13-7-1997 | Standard Liège | 0–0 | Maccabi Petah Tikva | Stade Maurice Dufrasne, Liège                              |  |
|           |                |     |                     | Asistencia: 4,000 espectadores Árbitro(s): Tomasz Mikulski |  |

| 19-7-1997 | Aarau | 0–0 | Cork City | Stadion Brügglifeld, Aarau                            |  |
|           |       |     |           | Asistencia: 700 espectadores Árbitro(s): Željko Širić |  |

| 20-7-1997 | Köln          | 1–1 | Standard Liège | Südstadion, Cologne                                     |                                                         |
|           | Gaißmayer 16' |     | Mpenza 37'     | Asistencia: 8,700 espectadores Árbitro(s): Jan Wegereef | Asistencia: 8,700 espectadores Árbitro(s): Jan Wegereef |

### Grupo 5
| Pos. | Equipo        | Pts. | PJ | G | E | P | GF | GC | Dif. | Clasificación |
| ---- | ------------- | ---- | -- | - | - | - | -- | -- | ---- | ------------- |
| 1    | Dynamo Moscow | 10   | 4  | 3 | 1 | 0 | 7  | 4  | +3   | Semifinales   |
| 2    | Genk          | 9    | 4  | 3 | 0 | 1 | 15 | 8  | +7   |               |
| 3    | Stabæk        | 5    | 4  | 1 | 2 | 1 | 10 | 6  | +4   |               |
| 4    | Panachaiki    | 4    | 4  | 1 | 1 | 2 | 8  | 9  | −1   |               |
| 5    | B36 Tórshavn  | 0    | 4  | 0 | 0 | 4 | 2  | 15 | −13  |               |

 Fuente: rsssf.com
| 21-6-1997 | B36 Tórshavn | 0–5 | Genk                                       | Svangaskarð, Toftir                                     |                                                         |
|           |              |     | Keïta 2', 6', 49' · Oulare 63' · Konon 80' | Asistencia: 553 espectadores Árbitro(s): John McDermott | Asistencia: 553 espectadores Árbitro(s): John McDermott |

| 22-6-1997 | Panachaiki | 1–1 | Stabæk    | Kostas Davourlis Stadium, Patras                       |                                                        |
|           | Block 7'   |     | Mayer 58' | Asistencia: 500 espectadores Árbitro(s): Konrad Plautz | Asistencia: 500 espectadores Árbitro(s): Konrad Plautz |

| 28-6-1997 | Dynamo Moscow              | 2–1 | Panachaiki | Central Dynamo Stadium, Moscú                              |                                                            |
|           | Shtanyuk 8' · Kutsenko 43' |     | Klejch 12' | Asistencia: 3,500 espectadores Árbitro(s): Knud Stadsgaard | Asistencia: 3,500 espectadores Árbitro(s): Knud Stadsgaard |

| 29-6-1997 | Stabæk                                                        | 5–0 | B36 Tórshavn | Nadderud Stadion, Nadderud                             |                                                        |
|           | Sigurðsson 36', 72' · Stavrum 66' · Stenersen 71' · Kolle 88' |     |              | Asistencia: 313 espectadores Árbitro(s): Oleg Timofeev | Asistencia: 313 espectadores Árbitro(s): Oleg Timofeev |

| 5-7-1997 | B36 Tórshavn | 0–1 | Dynamo Moscow | Svangaskarð, Toftir                                        |                                                            |
|          |              |     | Astrowski 78' | Asistencia: 200 espectadores Árbitro(s): Raymond Ellingham | Asistencia: 200 espectadores Árbitro(s): Raymond Ellingham |

| 6-7-1997 | Genk                                    | 4–3 | Stabæk                            | Thyl Gheyselinckstadion, Genk  |                                |
|          | Keïta 1' · Oulare 2', 17' · N'Sumbu 29' |     | Sigurðsson 52', 64' · Frigård 86' | Árbitro(s): Algirdas Dubinskas | Árbitro(s): Algirdas Dubinskas |

| 12-7-1997 | Dynamo Moscow                              | 3–2 | Genk                   | Central Dynamo Stadium, Moscú                           |                                                         |
|           | Terekhin 22' · Kulchiy 37' · Korablyov 44' |     | Oulare 27' · Keïta 48' | Asistencia: 3,000 espectadores Árbitro(s): Anton Getsov | Asistencia: 3,000 espectadores Árbitro(s): Anton Getsov |

| 13-7-1997 | Panachaiki                                     | 4–2 | B36 Tórshavn      | Kostas Davourlis Stadium, Patras |                        |
|           | Katsouranis 13' · Karipov 18' · Haxhi 71', 78' |     | Petersen 56', 75' | Árbitro(s): Marco Tura           | Árbitro(s): Marco Tura |

| 19-7-1997 | Stabæk      | 1–1 | Dynamo Moscow | Nadderud Stadion, Nadderud                                 |                                                            |
|           | Skistad 75' |     | Kosolapov 46' | Asistencia: 315 espectadores Árbitro(s): Mirosław Milewski | Asistencia: 315 espectadores Árbitro(s): Mirosław Milewski |

| 20-7-1997 | Genk                                                 | 4–2 | Panachaiki                 | Thyl Gheyselinckstadion, Genk |                            |
|           | Oulare 14' · Hendrikx 20' · Keïta 51' · Delbroek 57' |     | Meidanis 84' · Vaitsis 88' | Árbitro(s): Haïm Lipkovitz    | Árbitro(s): Haïm Lipkovitz |

### Grupo 6
| Pos. | Equipo     | Pts. | PJ | G | E | P | GF | GC | Dif. | Clasificación |
| ---- | ---------- | ---- | -- | - | - | - | -- | -- | ---- | ------------- |
| 1    | Hamburg    | 12   | 4  | 4 | 0 | 0 | 9  | 4  | +5   | Semifinales   |
| 2    | Samsunspor | 9    | 4  | 3 | 0 | 1 | 7  | 3  | +4   |               |
| 3    | Kaunas     | 4    | 4  | 1 | 1 | 2 | 6  | 7  | −1   |               |
| 4    | Leiftur    | 3    | 4  | 1 | 0 | 3 | 7  | 11 | −4   |               |
| 5    | Odense     | 1    | 4  | 0 | 1 | 3 | 6  | 10 | −4   |               |

 Fuente: rsssf.com
| 21-6-1997 | Samsunspor               | 2–0 | Odense | Samsun 19 Mayıs Stadium, Samsun |                           |
|           | İşler 32' · Taşdemir 55' |     |        | Árbitro(s): Dieter Schoch       | Árbitro(s): Dieter Schoch |

| 22-6-1997 | Leiftur     | 1–2 | Hamburg                     | Ólafsfjarðarvöllur, Ólafsfjörður                         |                                                          |
|           | Lazorik 87' |     | Schopp 14' · Weetendorf 49' | Asistencia: 1,488 espectadores Árbitro(s): Morgan Norman | Asistencia: 1,488 espectadores Árbitro(s): Morgan Norman |

| 28-6-1997 | Kaunas | 0–1 | Samsunspor  | Darius and Girėnas Stadium, Kaunas                    |                                                       |
|           |        |     | Akdeniz 84' | Asistencia: 2,500 espectadores Árbitro(s): John Ferry | Asistencia: 2,500 espectadores Árbitro(s): John Ferry |

| 29-6-1997 | Odense                                   | 3–4 | Leiftur                                                   | Nørre Aaby Sports Park, Nørre Aaby                 |                                                    |
|           | Hansen 8' · Henriksen 74' · El Banna 83' |     | Lazorik 34' · Bragason 42' · Gíslason 76' · Bjarnason 78' | Asistencia: 563 espectadores Árbitro(s): Jüri Saar | Asistencia: 563 espectadores Árbitro(s): Jüri Saar |

| 5-7-1997 | Leiftur                           | 2–3 | Kaunas                                      | Ólafsfjarðarvöllur, Ólafsfjörður |                            |
|          | Lazorik 87' (pen.) · Gíslason 89' |     | Buitkus 27' · Trakys 36' · Bezykornovas 37' | Árbitro(s): Jarmo Karhunen       | Árbitro(s): Jarmo Karhunen |

| 6-7-1997 | Hamburg                            | 2–1 | Odense     | Volksparkstadion, Hamburg                                   |                                                             |
|          | Weetendorf 34' · Breitenreiter 43' |     | Hjorth 14' | Asistencia: 7,754 espectadores Árbitro(s): Fiorenzo Treossi | Asistencia: 7,754 espectadores Árbitro(s): Fiorenzo Treossi |

| 12-7-1997 | Kaunas                  | 1–2 | Hamburg                       | Žalgiris Stadium, Vilnius                               |                                                         |
|           | Bezykornovas 34' (pen.) |     | Schopp 9' · Breitenreiter 43' | Asistencia: 1,000 espectadores Árbitro(s): Brian Lawlor | Asistencia: 1,000 espectadores Árbitro(s): Brian Lawlor |

| 13-7-1997 | Samsunspor                 | 3–0 | Leiftur | Samsun 19 Mayıs Stadium, Samsun |                            |
|           | Aykut 34' · İşler 64', 65' |     |         | Árbitro(s): Dietmar Drabek      | Árbitro(s): Dietmar Drabek |

| 19-7-1997 | Odense                   | 2–2 | Kaunas                       | Odense Stadium, Odense       |                              |
|           | Nielsen 73' · Hansen 74' |     | Bezykornovas 7' · Trakys 40' | Árbitro(s): Zbigniew Marczyk | Árbitro(s): Zbigniew Marczyk |

| 20-7-1997 | Hamburg                         | 3–1 | Samsunspor | Volksparkstadion, Hamburg                                 |                                                           |
|           | Weetendorf 41' · Spörl 67', 78' |     | İşler 14'  | Asistencia: 21,463 espectadores Árbitro(s): Fernand Meese | Asistencia: 21,463 espectadores Árbitro(s): Fernand Meese |

### Grupo 7
| Pos. | Equipo            | Pts. | PJ | G | E | P | GF | GC | Dif. | Clasificación |
| ---- | ----------------- | ---- | -- | - | - | - | -- | -- | ---- | ------------- |
| 1    | İstanbulspor      | 10   | 4  | 3 | 1 | 0 | 10 | 3  | +7   | Semifinales   |
| 2    | Vasas             | 9    | 4  | 3 | 0 | 1 | 9  | 3  | +6   |               |
| 3    | Werder Bremen     | 7    | 4  | 2 | 1 | 1 | 5  | 3  | +2   |               |
| 4    | Öster             | 3    | 4  | 1 | 0 | 3 | 6  | 10 | −4   |               |
| 5    | Universitāte Rīga | 0    | 4  | 0 | 0 | 4 | 2  | 13 | −11  |               |

 Fuente: rsssf.com
| 21-6-1997 | Universitāte Rīga | 1–5 | İstanbulspor                                 | Latvijas Universitates Stadions, Riga                     |                                                           |
|           | Kril 15'          |     | Kocaman 6' · Yavas 57' · Akyüz 60', 88', 90' | Asistencia: 2,000 espectadores Árbitro(s): Lassin Isaksen | Asistencia: 2,000 espectadores Árbitro(s): Lassin Isaksen |

| 22-6-1997 | Öster       | 1–4 | Vasas                                              | Värendsvallen, Växjö                                     |                                                          |
|           | Persson 73' |     | Fischer 4', 42' (pen.) · Juhár 49' · Galaschek 61' | Asistencia: 222 espectadores Árbitro(s): Claude Détruche | Asistencia: 222 espectadores Árbitro(s): Claude Détruche |

| 28-6-1997 | Werder Bremen                    | 2–1 | Öster        | Weser-Stadion, Bremen                                       |                                                             |
|           | Labbadia 28' · Herzog 35' (pen.) |     | Ottosson 62' | Asistencia: 16,200 espectadores Árbitro(s): Ladislav Gádoši | Asistencia: 16,200 espectadores Árbitro(s): Ladislav Gádoši |

| 29-6-1997 | Vasas                                             | 3–0 | Universitāte Rīga | Fáy utcai Stadion, Budapest                                |                                                            |
|           | Máriási 42' (pen.), 53' (pen.) · Sáfár 44' (pen.) |     |                   | Asistencia: 1,200 espectadores Árbitro(s): Sorin Corpodean | Asistencia: 1,200 espectadores Árbitro(s): Sorin Corpodean |

| 5-7-1997 | Universitāte Rīga | 0–3 | Werder Bremen                            | Latvijas Universitates Stadions, Riga                       |                                                             |
|          |                   |     | Labbadia 12' · van Lent 35' · Herzog 79' | Asistencia: 1,600 espectadores Árbitro(s): Karen Nalbandyan | Asistencia: 1,600 espectadores Árbitro(s): Karen Nalbandyan |

| 6-7-1997 | İstanbulspor                   | 2–0 | Vasas | Çetin Emeç Stadium, Bayrampaşa                             |                                                            |
|          | Özdemir 62' (pen.) · Akyüz 90' |     |       | Asistencia: 6,798 espectadores Árbitro(s): Dick van Egmond | Asistencia: 6,798 espectadores Árbitro(s): Dick van Egmond |

| 12-7-1997 | Werder Bremen | 0–0 | İstanbulspor | Weser-Stadion, Bremen                                        |  |
|           |               |     |              | Asistencia: 17,600 espectadores Árbitro(s): Dermot Gallagher |  |

| 13-7-1997 | Öster                        | 2–1 | Universitāte Rīga | Värendsvallen, Växjö                                    |                                                         |
|           | Bakanin 6' (o.g.) · Bild 35' |     | Bakanin 78'       | Asistencia: 200 espectadores Árbitro(s): Bragi Bergmann | Asistencia: 200 espectadores Árbitro(s): Bragi Bergmann |

| 19-7-1997 | Vasas                   | 2–0 | Werder Bremen | Fáy utcai Stadion, Budapest                                   |                                                               |
|           | Váczi 38' · Aranyos 90' |     |               | Asistencia: 4,000 espectadores Árbitro(s): Kazimir Znaydinski | Asistencia: 4,000 espectadores Árbitro(s): Kazimir Znaydinski |

| 20-7-1997 | İstanbulspor                         | 3–2 | Öster                   | Çetin Emeç Stadium, Bayrampaşa                              |                                                             |
|           | Yalçin 23' · Kocaman 80' · Akyüz 90' |     | Rubins 39' · Eklund 68' | Asistencia: 10,004 espectadores Árbitro(s): Pascal Garibian | Asistencia: 10,004 espectadores Árbitro(s): Pascal Garibian |

### Grupo 8
| Pos. | Equipo      | Pts. | PJ | G | E | P | GF | GC | Dif. | Clasificación |
| ---- | ----------- | ---- | -- | - | - | - | -- | -- | ---- | ------------- |
| 1    | Halmstad    | 10   | 4  | 3 | 1 | 0 | 10 | 3  | +7   | Semifinales   |
| 2    | Lommel      | 6    | 4  | 1 | 3 | 0 | 6  | 5  | +1   |               |
| 3    | Hajduk Kula | 6    | 4  | 2 | 0 | 2 | 6  | 5  | +1   |               |
| 4    | TPS         | 4    | 4  | 1 | 1 | 2 | 5  | 9  | −4   |               |
| 5    | Kongsvinger | 1    | 4  | 0 | 1 | 3 | 2  | 7  | −5   |               |

 Fuente: rsssf.com
| 21-6-1997 | Kongsvinger      | 1–1 | Lommel    | Gjemselund Stadion, Kongsvinger                            |                                                            |
|           | Sætre 23' (pen.) |     | Klomp 67' | Asistencia: 489 espectadores Árbitro(s): Eyjölfur Ólafsson | Asistencia: 489 espectadores Árbitro(s): Eyjölfur Ólafsson |

| 22-6-1997 | Hajduk Kula | 0–1 | Halmstad     | Stadion Hajduk, Kula    |                         |
|           |             |     | Mattsson 90' | Árbitro(s): Alain Hamer | Árbitro(s): Alain Hamer |

| 28-6-1997 | TPS           | 1–2 | Hajduk Kula                   | Kupittaan jalkapallostadion, Turku                      |                                                         |
|           | Casagrande 3' |     | Karanović 79' · Osmanović 86' | Asistencia: 726 espectadores Árbitro(s): Taras Bezubyak | Asistencia: 726 espectadores Árbitro(s): Taras Bezubyak |

| 29-6-1997 | Halmstad                  | 2–1 | Kongsvinger | Örjans Vall, Halmstad                                      |                                                            |
|           | Andersson 59' · Vougt 78' |     | Johnsen 44' | Asistencia: 766 espectadores Árbitro(s): Hans-Jürgen Weber | Asistencia: 766 espectadores Árbitro(s): Hans-Jürgen Weber |

| 5-7-1997 | Kongsvinger | 0–2 | TPS                        | Gjemselund Stadion, Kongsvinger                         |                                                         |
|          |             |     | Paija 45' · Meltoranta 75' | Asistencia: 902 espectadores Árbitro(s): Gintaras Dilda | Asistencia: 902 espectadores Árbitro(s): Gintaras Dilda |

| 6-7-1997 | Lommel    | 1–1 | Halmstad      | Stedelijk Sportstadion, Lommel |                          |
|          | Eshun 27' |     | Arvidsson 35' | Árbitro(s): Bujar Pregja       | Árbitro(s): Bujar Pregja |

| 12-7-1997 | TPS       | 1–1 | Lommel        | Kupittaan jalkapallostadion, Turku |                             |
|           | Kokko 50' |     | Cannaerts 41' | Árbitro(s): Attila Hanacsek        | Árbitro(s): Attila Hanacsek |

| 13-7-1997 | Hajduk Kula                | 2–0 | Kongsvinger | Stadion Hajduk, Kula                                        |                                                             |
|           | Markoski 41' · Puhalak 58' |     |             | Asistencia: 1,500 espectadores Árbitro(s): Naoum Mintiouris | Asistencia: 1,500 espectadores Árbitro(s): Naoum Mintiouris |

| 19-7-1997 | Halmstad                                                            | 6–1 | TPS            | Örjans Vall, Halmstad                                |                                                      |
|           | Andersson 10', 20' · Ljungberg 17' · Selaković 27' · Vougt 36', 74' |     | Meltoranta 83' | Asistencia: 917 espectadores Árbitro(s): Jørn Larsen | Asistencia: 917 espectadores Árbitro(s): Jørn Larsen |

| 20-7-1997 | Lommel                            | 3–2 | Hajduk Kula            | Stedelijk Sportstadion, Lommel   |                                  |
|           | Klomp 49' · Nuyts 51' · Salmy 80' |     | Predić 34' · Kulić 71' | Árbitro(s): Arturo Daudén Ibáñez | Árbitro(s): Arturo Daudén Ibáñez |

### Grupo 9
| Pos. | Equipo          | Pts. | PJ | G | E | P | GF | GC | Dif. | Clasificación |
| ---- | --------------- | ---- | -- | - | - | - | -- | -- | ---- | ------------- |
| 1    | Lyon            | 12   | 4  | 4 | 0 | 0 | 14 | 3  | +11  | Semifinales   |
| 2    | Rapid Bucharest | 7    | 4  | 2 | 1 | 1 | 8  | 5  | +3   |               |
| 3    | Odra Wodzisław  | 4    | 4  | 1 | 1 | 2 | 9  | 10 | −1   |               |
| 4    | Žilina          | 4    | 4  | 1 | 1 | 2 | 3  | 8  | −5   |               |
| 5    | Austria Vienna  | 1    | 4  | 0 | 1 | 3 | 3  | 11 | −8   |               |

 Fuente: rsssf.com
| 21-6-1997 | Žilina                                   | 3–1     | Austria Vienna   | Štadión pod Dubňom, Žilina                                |                                                           |
|           | Barčík 37' · Kostolansky 47' · Kurek 58' | Reporte | Gager 79' (pen.) | Asistencia: 3,474 espectadores Árbitro(s): Srečko Kandare | Asistencia: 3,474 espectadores Árbitro(s): Srečko Kandare |

| 22-6-1997 | Odra Wodzisław        | 2–4     | Rapid Bucharest                                   | MOSiR Stadium, Wodzisław Śląski                           |                                                           |
|           | Pluta 84' · Sibik 88' | Reporte | Staniek 5' (a.g.) · Bugeanu 15', 41' · Andone 87' | Asistencia: 5,000 espectadores Árbitro(s): Vladislav Tóth | Asistencia: 5,000 espectadores Árbitro(s): Vladislav Tóth |

| 28-6-1997 | Lyon                                           | 5–2     | Odra Wodzisław    | Stade de Gerland, Lyon                                   |                                                          |
|           | Caveglia 30' · Job 45', 46', 60' · Kanouté 73' | Reporte | Zagórski 33', 48' | Asistencia: 7,250 espectadores Árbitro(s): Otar Guntadze | Asistencia: 7,250 espectadores Árbitro(s): Otar Guntadze |

| 28-6-1997 | Rapid Bucharest                  | 2–0     | Žilina | Giulești-Valentin Stănescu, Bucharest                            |                                                                  |
|           | Bundea 84' · Constantinovici 88' | Reporte |        | Asistencia: 8,000 espectadores Árbitro(s): Athanasios Zahariadis | Asistencia: 8,000 espectadores Árbitro(s): Athanasios Zahariadis |

| 5-7-1997 | Žilina | 0–5      | Lyon                                                    | Štadión pod Dubňom, Žilina                              |                                                         |
|          |        | [Reporte | Job 8' · Caveglia 33', 55' · Carteron 38' · Laville 66' | Asistencia: 3,000 espectadores Árbitro(s): Ante Kulušić | Asistencia: 3,000 espectadores Árbitro(s): Ante Kulušić |

| 5-7-1997 | Austria Vienna | 1–1     | Rapid Bucharest | Franz Horr Stadium, Vienna                                 |                                                            |
|          | Kellner 68'    | Reporte | Mohora 9'       | Asistencia: 1,500 espectadores Árbitro(s): Ihor Yarmenchuk | Asistencia: 1,500 espectadores Árbitro(s): Ihor Yarmenchuk |

| 12-7-1997 | Odra Wodzisław | 0–0     | Žilina | City Stadium, Jastrzębie-Zdrój                              |                                                             |
|           |                | Reporte |        | Asistencia: 1,000 espectadores Árbitro(s): Tahir Suleymanov | Asistencia: 1,000 espectadores Árbitro(s): Tahir Suleymanov |

| 12-7-1997 | Lyon                        | 2–0     | Austria Vienna | Stade de Gerland, Lyon                                           |                                                                  |
|           | Dospel 48' (a.g.) · Job 89' | Reporte |                | Asistencia: 8,000 espectadores Árbitro(s): Joaquim Bento Marques | Asistencia: 8,000 espectadores Árbitro(s): Joaquim Bento Marques |

| 19-7-1997 | Rapid Bucharest | 1–2     | Lyon                  | Giulești-Valentin Stănescu, Bucharest                     |                                                           |
|           | Butoiu 45'      | Reporte | Giuly 82' · Roche 89' | Asistencia: 5,000 espectadores Árbitro(s): Muhittin Boşat | Asistencia: 5,000 espectadores Árbitro(s): Muhittin Boşat |

| 20-7-1997 | Austria Vienna | 1–5     | Odra Wodzisław                                     | Franz Horr Stadium, Vienna                                   |                                                              |
|           | Gager 25'      | Reporte | Zagórski 2', 10', 55' · Sowisz 65' · Wieczorek 75' | Asistencia: 1,000 espectadores Árbitro(s): Martin Ingvarsson | Asistencia: 1,000 espectadores Árbitro(s): Martin Ingvarsson |

### Grupo 10
| Pos. | Equipo            | Pts. | PJ | G | E | P | GF | GC | Dif. | Clasificación |
| ---- | ----------------- | ---- | -- | - | - | - | -- | -- | ---- | ------------- |
| 1    | Montpellier       | 10   | 4  | 3 | 1 | 0 | 9  | 3  | +6   | Semifinales   |
| 2    | Groningen         | 9    | 4  | 3 | 0 | 1 | 7  | 4  | +3   |               |
| 3    | Čukarički Stankom | 6    | 4  | 2 | 0 | 2 | 7  | 6  | +1   |               |
| 4    | Gloria Bistrița   | 3    | 4  | 1 | 0 | 3 | 6  | 10 | −4   |               |
| 5    | Spartak Varna     | 1    | 4  | 0 | 1 | 3 | 2  | 8  | −6   |               |

 Fuente: rsssf.com
| 21-6-1997 | Gloria Bistrița | 1–2 | Montpellier                        | Stadionul Municipal Gloria, Bistrița                  |                                                       |
|           | Oană 11'        |     | Alicarte 51' (pen.) · Ferhaoui 78' | Asistencia: 780 espectadores Árbitro(s): Robert Boggi | Asistencia: 780 espectadores Árbitro(s): Robert Boggi |

| 22-6-1997 | Groningen    | 1–0 | Čukarički Stankom | Stadion Oosterpark, Groningen                               |                                                             |
|           | Bombarda 61' |     |                   | Asistencia: 2,700 espectadores Árbitro(s): Sergei Khusainov | Asistencia: 2,700 espectadores Árbitro(s): Sergei Khusainov |

| 28-6-1997 | Spartak Varna | 0–2 | Groningen                          | Stadion Spartak, Varna                                   |                                                          |
|           |               |     | Bombarda 70' · Atteveld 89' (pen.) | Asistencia: 3,900 espectadores Árbitro(s): Giorgos Bikas | Asistencia: 3,900 espectadores Árbitro(s): Giorgos Bikas |

| 29-6-1997 | Čukarički Stankom                          | 3–2 | Gloria Bistrița         | Čukarički Stadium, Belgrade                              |                                                          |
|           | Budimirović 37' · Vukić 41' · Kišjuhas 86' |     | Cornea 20' · Glăvan 74' | Asistencia: 500 espectadores Árbitro(s): Edgar Steinborn | Asistencia: 500 espectadores Árbitro(s): Edgar Steinborn |

| 5-7-1997 | Gloria Bistrița        | 2–1 | Spartak Varna | Stadionul Municipal Gloria, Bistrița |                         |
|          | Oană 7' · Bărcăuan 73' |     | Hristov 80'   | Árbitro(s): Eric Romain              | Árbitro(s): Eric Romain |

| 6-7-1997 | Montpellier                                | 3–1 | Čukarički Stankom | Stade de la Mosson, Montpellier                          |                                                          |
|          | Rouvière 41' · Sauzée 65' · dos Santos 75' |     | Šćepanović 24'    | Asistencia: 3,034 espectadores Árbitro(s): Stephen Lodge | Asistencia: 3,034 espectadores Árbitro(s): Stephen Lodge |

| 12-7-1997 | Spartak Varna | 1–1 | Montpellier | Stadion Spartak, Varna                                  |                                                         |
|           | Hristov 3'    |     | Sauzée 79'  | Asistencia: 1,200 espectadores Árbitro(s): Pavlín Jirků | Asistencia: 1,200 espectadores Árbitro(s): Pavlín Jirků |

| 13-7-1997 | Groningen                                             | 4–1 | Gloria Bistrița | Stadion Oosterpark, Groningen                          |                                                        |
|           | Bombarda 9' · Huizingh 13' · Kooistra 25' · Magno 72' |     | Oană 29'        | Asistencia: 5,200 espectadores Árbitro(s): Oğuz Sarvan | Asistencia: 5,200 espectadores Árbitro(s): Oğuz Sarvan |

| 19-7-1997 | Čukarički Stankom                | 3–0 | Spartak Varna | Čukarički Stadium, Belgrade  |                              |
|           | Budimirović 11' · Vukić 33', 42' |     |               | Árbitro(s): Juan Brito Arceo | Árbitro(s): Juan Brito Arceo |

| 20-7-1997 | Montpellier                                      | 3–0 | Groningen | Stade de la Mosson, Montpellier                            |                                                            |
|           | Deplace 12' · Rouvière 28' · Alicarte 64' (pen.) |     |           | Asistencia: 4,500 espectadores Árbitro(s): Vladimír Hriňák | Asistencia: 4,500 espectadores Árbitro(s): Vladimír Hriňák |

### Grupo 11
| Pos. | Equipo                    | Pts. | PJ | G | E | P | GF | GC | Dif. | Clasificación |
| ---- | ------------------------- | ---- | -- | - | - | - | -- | -- | ---- | ------------- |
| 1    | Lokomotiv Nizhny Novgorod | 12   | 4  | 4 | 0 | 0 | 8  | 1  | +7   | Semifinales   |
| 2    | Publikum Celje            | 5    | 4  | 1 | 2 | 1 | 3  | 3  | 0    |               |
| 3    | Proleter Zrenjanin        | 4    | 4  | 1 | 1 | 2 | 4  | 2  | +2   |               |
| 4    | Antalyaspor               | 4    | 4  | 1 | 1 | 2 | 2  | 4  | −2   |               |
| 5    | Maccabi Haifa             | 3    | 4  | 1 | 0 | 3 | 2  | 9  | −7   |               |

 Fuente: rsssf.com
| 21-6-1997 | Proleter Zrenjanin                                 | 4–0 | Maccabi Haifa | Stadion Karađorđev park, Zrenjanin |                         |
|           | Zakić 7' · Mihajlović 45' · Lisica 64' · Zorić 90' |     |               | Árbitro(s): Jürgen Aust            | Árbitro(s): Jürgen Aust |

| 22-6-1997 | Publikum Celje | 1–1 | Antalyaspor     | Skalna Klet, Celje                                   |                                                      |
|           | Sešlar 7'      |     | Karamanoğlu 17' | Asistencia: 500 espectadores Árbitro(s): Vančo Kocev | Asistencia: 500 espectadores Árbitro(s): Vančo Kocev |

| 28-6-1997 | Lokomotiv Nizhny Novgorod | 1–0     | Proleter Zrenjanin | Lokomotiv Stadium, Nizhny Novgorod                        |                                                           |
|           | Bystrov 30'               | Reporte |                    | Asistencia: 10,860 espectadores Árbitro(s): Sally Bernard | Asistencia: 10,860 espectadores Árbitro(s): Sally Bernard |

| 28-6-1997 | Maccabi Haifa | 0–1 | Publikum Celje | Kiryat Eliezer Stadium, Haifa                                  |                                                                |
|           |               |     | Sivko 8'       | Asistencia: 800 espectadores Árbitro(s): Giannakis Kiprianides | Asistencia: 800 espectadores Árbitro(s): Giannakis Kiprianides |

| 5-7-1997 | Publikum Celje | 1–2     | Lokomotiv Nizhny Novgorod | Skalna Klet, Celje                                          |                                                             |
|          | Sivko 45'      | Reporte | Duyun 86' · Ionanidze 90' | Asistencia: 2,000 espectadores Árbitro(s): Veselin Bogdanov | Asistencia: 2,000 espectadores Árbitro(s): Veselin Bogdanov |

| 5-7-1997 | Antalyaspor | 0–2 | Maccabi Haifa         | Antalya Atatürk Stadium, Antalya |                           |
|          |             |     | Shum 2' · Halahla 21' | Árbitro(s): Adrian Stoica        | Árbitro(s): Adrian Stoica |

| 12-7-1997 | Lokomotiv Nizhny Novgorod | 1–0     | Antalyaspor | Lokomotiv Stadium, Nizhny Novgorod                      |                                                         |
|           | Durnev 13'                | Reporte |             | Asistencia: 10,000 espectadores Árbitro(s): Kenny Clark | Asistencia: 10,000 espectadores Árbitro(s): Kenny Clark |

| 12-7-1997 | Proleter Zrenjanin | 0–0 | Publikum Celje | Stadion Karađorđev park, Zrenjanin |  |
|           |                    |     |                | Árbitro(s): Bohdan Benedik         |  |

| 19-7-1997 | Maccabi Haifa | 0–4     | Lokomotiv Nizhny Novgorod                                     | Kiryat Eliezer Stadium, Haifa                       |                                                     |
|           |               | Reporte | Perednya 9' · Mordvinov 20' · Ionanidze 32' · Mukhamadiev 63' | Asistencia: 200 espectadores Árbitro(s): Steve Dunn | Asistencia: 200 espectadores Árbitro(s): Steve Dunn |

| 19-7-1997 | Antalyaspor | 1–0 | Proleter Zrenjanin | Antalya Atatürk Stadium, Antalya                         |                                                          |
|           | N'Gole 78'  |     |                    | Asistencia: 350 espectadores Árbitro(s): Herman van Dijk | Asistencia: 350 espectadores Árbitro(s): Herman van Dijk |

### Grupo 12
| Pos. | Equipo            | Pts. | PJ | G | E | P | GF | GC | Dif. | Clasificación |
| ---- | ----------------- | ---- | -- | - | - | - | -- | -- | ---- | ------------- |
| 1    | Torpedo Moscow    | 12   | 4  | 4 | 0 | 0 | 9  | 1  | +8   | Semifinales   |
| 2    | Merani-91 Tbilisi | 6    | 4  | 2 | 0 | 2 | 8  | 5  | +3   |               |
| 3    | Ried              | 6    | 4  | 2 | 0 | 2 | 6  | 7  | −1   |               |
| 4    | Iraklis           | 6    | 4  | 2 | 0 | 2 | 5  | 7  | −2   |               |
| 5    | Floriana          | 0    | 4  | 0 | 0 | 4 | 1  | 9  | −8   |               |

 Fuente: rsssf.com
| 21-6-1997 | Merani-91 Tbilisi | 0–2 | Torpedo Moscow             | Boris Paichadze Stadium, Tbilisi                         |                                                          |
|           |                   |     | Gashkin 5' · Mashkarin 54' | Asistencia: 7,000 espectadores Árbitro(s): Loizos Loizou | Asistencia: 7,000 espectadores Árbitro(s): Loizos Loizou |

| 22-6-1997 | Ried                            | 3–1 | Iraklis   | Rieder Stadion, Ried im Innkreis                         |                                                          |
|           | Drechsel 39', 79' · Waldhör 69' |     | Semos 77' | Asistencia: 1,264 espectadores Árbitro(s): Ivan Dobrinov | Asistencia: 1,264 espectadores Árbitro(s): Ivan Dobrinov |

| 28-6-1997 | Floriana    | 1–2 | Ried                           | Victor Tedesco Stadium, Hamrun                       |                                                      |
|           | Veselji 47' |     | Drechsel 23' · Angerschmid 67' | Asistencia: 404 espectadores Árbitro(s): Alan Snoddy | Asistencia: 404 espectadores Árbitro(s): Alan Snoddy |

| 29-6-1997 | Iraklis                  | 2–0 | Merani-91 Tbilisi | Kaftanzoglio Stadium, Thessaloniki                         |                                                            |
|           | Semos 52' · Wambamba 66' |     |                   | Asistencia: 259 espectadores Árbitro(s): Viorel Anghelinei | Asistencia: 259 espectadores Árbitro(s): Viorel Anghelinei |

| 5-7-1997 | Merani-91 Tbilisi                                                         | 5–0 | Floriana | Boris Paichadze Stadium, Tbilisi |                         |
|          | Kvaratskhelia 58', 61' · Ambidze 67' · Maziashvili 74' · Davitashvili 79' |     |          | Árbitro(s): Metin Tokat          | Árbitro(s): Metin Tokat |

| 6-7-1997 | Torpedo Moscow                                                 | 4–1 | Iraklis       | Eduard Streltsov Stadium, Moscow                         |                                                          |
|          | Jankauskas 8' · Kamoltsev 54' · Khokhlov 64' · Preiksaitis 68' |     | Hantzidis 16' | Asistencia: 2,500 espectadores Árbitro(s): Marnix Sandra | Asistencia: 2,500 espectadores Árbitro(s): Marnix Sandra |

| 12-7-1997 | Floriana | 0–1 | Torpedo Moscow | Independence Ground, Floriana                          |                                                        |
|           |          |     | Botsiyev 44'   | Asistencia: 1,000 espectadores Árbitro(s): José Pratas | Asistencia: 1,000 espectadores Árbitro(s): José Pratas |

| 12-7-1997 | Ried       | 1–3 | Merani-91 Tbilisi                                       | Rieder Stadion, Ried im Innkreis                         |                                                          |
|           | Hansen 40' |     | Maziashvili 8' · Goderdzishvili 17' · Kvaratskhelia 53' | Asistencia: 1,000 espectadores Árbitro(s): Sergejs Braga | Asistencia: 1,000 espectadores Árbitro(s): Sergejs Braga |

| 19-7-1997 | Iraklis     | 1–0 | Floriana | Kaftanzoglio Stadium, Thessaloniki                        |                                                           |
|           | Sapanis 14' |     |          | Asistencia: 150 espectadores Árbitro(s): Dragan Radulović | Asistencia: 150 espectadores Árbitro(s): Dragan Radulović |

| 19-7-1997 | Torpedo Moscow                         | 2–0 | Ried | Eduard Streltsov Stadium, Moscow                           |                                                            |
|           | Carlos Alberto 6' (pen.) · Gashkin 13' |     |      | Asistencia: 3,000 espectadores Árbitro(s): Juha Hirviniemi | Asistencia: 3,000 espectadores Árbitro(s): Juha Hirviniemi |

## Semifinales
| Equipo 1                  | Agr.        | Equipo 2          | Ida | Vuelta |
| ------------------------- | ----------- | ----------------- | --- | ------ |
| Hamburgo                  | 1–2 (t. s.) | Bastia            | 0–1 | 1–1    |
| İstanbulspor              | 2–3         | Olympique de Lyon | 2–1 | 0–2    |
| Auxerre                   | 4–4 (v.)    | Torpedo Moscú     | 3–0 | 1–4    |
| Lokomotiv Nizhny Novgorod | 0–1         | Halmstad          | 0–0 | 0–1    |
| Köln                      | 2–2 (v.)    | Montpellier       | 2–1 | 0–1    |
| Dinamo Moscú              | 3–5         | Duisburgo         | 2–2 | 1–3    |

Ida
| 26-7-1997 | Lokomotiv Nizhny Novgorod | 0–0     | Halmstad | Lokomotiv Stadium, Nizhny Novgorod                               |                                                                  |
|           |                           | Reporte |          | Asistencia: 6,900 espectadores Árbitro(s): Lutz Michael Fröhlich | Asistencia: 6,900 espectadores Árbitro(s): Lutz Michael Fröhlich |

| 26-7-1997 | Hamburg | 0–1     | Bastia   | Volksparkstadion, Hamburg                                    |                                                              |
|           |         | Reporte | Rool 65' | Asistencia: 16,663 espectadores Árbitro(s): Manuel Díaz Vega | Asistencia: 16,663 espectadores Árbitro(s): Manuel Díaz Vega |

| 26-7-1997 | İstanbulspor                    | 2–1     | Lyon        | BJK İnönü Stadium, Istanbul                               |                                                           |
|           | Sergen 18' · Kocaman 26' (pen.) | Reporte | Caveglia 4' | Asistencia: 18,392 espectadores Árbitro(s): Fernand Meese | Asistencia: 18,392 espectadores Árbitro(s): Fernand Meese |

| 26-7-1997 | Auxerre                             | 3–0     | Torpedo Moscow | Stade de l'Abbé-Deschamps, Auxerre                      |                                                         |
|           | Goma 43' · Diomède 58' · Marlet 64' | Reporte |                | Asistencia: 5,000 espectadores Árbitro(s): Karol Ihring | Asistencia: 5,000 espectadores Árbitro(s): Karol Ihring |

| 27-7-1997 | Dynamo Moscow      | 2–2     | Duisburg                | Central Dynamo Stadium, Moscú                              |                                                            |
|           | Teryokhin 18', 37' | Reporte | Osthoff 60' · Salou 64' | Asistencia: 5,000 espectadores Árbitro(s): Peter Mikkelsen | Asistencia: 5,000 espectadores Árbitro(s): Peter Mikkelsen |

| 27-7-1997 | Köln                             | 2–1     | Montpellier | Müngersdorfer Stadion, Cologne                                 |                                                                |
|           | Polster 8' (pen.) · Schuster 47' | Reporte | Sauzée 69'  | Asistencia: 7,500 espectadores Árbitro(s): Alfredo Trentalange | Asistencia: 7,500 espectadores Árbitro(s): Alfredo Trentalange |

Vuelta
| 30 de julio de 1997                                  | Torpedo Moscow                                                         | 4–1 (Global 4-4) | Auxerre       | Eduard Streltsov Stadium, Moscú,                         |                                                          |
|                                                      | Gashkin 23' · Mashkarin 36' · Samarone 50' · Carlos Alberto 88' (pen.) | Reporte          | Guivarc'h 43' | Asistencia: 3,000 espectadores Árbitro(s): László Vagner | Asistencia: 3,000 espectadores Árbitro(s): László Vagner |
| Auxerre clasifica por la regla del gol de visitante. |                                                                        |                  |               |                                                          |                                                          |

| 30-7-1997 | Halmstad         | 1–0 (Global 1-0) | Lokomotiv Nizhny Novgorod | Örjans Vall, Halmstad,                                     |                                                            |
|           | F. Andersson 24' | Reporte          |                           | Asistencia: 2,329 espectadores Árbitro(s): Pascal Garibian | Asistencia: 2,329 espectadores Árbitro(s): Pascal Garibian |

| 30-7-1997 | Duisburg                          | 3–1 (Global 5-3) | Dynamo Moscow | Wedaustadion, Duisburg,                                  |                                                          |
|           | Wohlert 9', 11' · Gill 89' (pen.) | Reporte          | Kobelev 36'   | Asistencia: 8,650 espectadores Árbitro(s): David Elleray | Asistencia: 8,650 espectadores Árbitro(s): David Elleray |

| 30-7-1997 | Bastia    | 1–1 (t. s.)(Global 2-1) | Hamburg     | Stade Armand Cesari, Bastia                              |                                                          |
|           | Daye 114' | Reporte                 | Fischer 90' | Asistencia: 2,500 espectadores Árbitro(s): Václav Krondl | Asistencia: 2,500 espectadores Árbitro(s): Václav Krondl |

| 30-7-1997 | Lyon                  | 2–0 (Global 3-2) | İstanbulspor | Stade de Gerland, Lyon                                |                                                       |
|           | Cocard 8' · Giuly 75' | Reporte          |              | Asistencia: 20,000 espectadores Árbitro(s): Urs Meier | Asistencia: 20,000 espectadores Árbitro(s): Urs Meier |

| 30-7-1997                                                | Montpellier  | 1–0 (Global 2-2) | Köln | Stade de la Mosson, Montpellier                         |                                                         |
|                                                          | Rouviere 24' | Reporte          |      | Asistencia: 4,877 espectadores Árbitro(s): Leif Sundell | Asistencia: 4,877 espectadores Árbitro(s): Leif Sundell |
| Montpellier clasifica por la regla del gol de visitante. |              |                  |      |                                                         |                                                         |

## Finales
| Equipo 1    | Agr.        | Equipo 2          | Ida | Vuelta |
| ----------- | ----------- | ----------------- | --- | ------ |
| Montpellier | 2–4         | Olympique de Lyon | 0–1 | 2–3    |
| Halmstad    | 1–2 (t. s.) | Bastia            | 0–1 | 1–1    |
| Duisburgo   | 0–2         | Auxerre           | 0–0 | 0–2    |

Ida
| 12-8-1997 | Halmstad | 0–1     | Bastia   | Örjans Vall, Halmstad                                     |                                                           |
|           |          | Reporte | Daye 46' | Asistencia: 2,140 espectadores Árbitro(s): Ryszard Wójcik | Asistencia: 2,140 espectadores Árbitro(s): Ryszard Wójcik |

| 12-8-1997 | Duisburg | 0–0     | Auxerre | Wedaustadion, Duisburg                                 |                                                        |
|           |          | Reporte |         | Asistencia: 9,350 espectadores Árbitro(s): Sándor Puhl | Asistencia: 9,350 espectadores Árbitro(s): Sándor Puhl |

| 12-8-1997 | Montpellier | 0–1     | Lyon              | Stade de la Mosson, Montpellier                            |                                                            |
|           |             | Reporte | Baills 11' (a.g.) | Asistencia: 5,078 espectadores Árbitro(s): Piero Ceccarini | Asistencia: 5,078 espectadores Árbitro(s): Piero Ceccarini |

Vuelta
| 26-8-1997 | Bastia      | 1–1 (t. s.)(Global 2-1) | Halmstad  | Stade Armand Cesari, Bastia                              |                                                          |
|           | Soumah 113' | Reporte                 | Vougt 63' | Asistencia: 8,000 espectadores Árbitro(s): Atanas Uzunov | Asistencia: 8,000 espectadores Árbitro(s): Atanas Uzunov |

| 26-8-1997 | Lyon                                      | 3–2 (Global 4-2) | Montpellier                 | Stade de Gerland, Lyon                                  |                                                         |
|           | Laville 19' · Carteron 79' · Caveglia 90' | Reporte          | Alicarte 48' · Bakayoko 61' | Asistencia: 20,000 espectadores Árbitro(s): Markus Merk | Asistencia: 20,000 espectadores Árbitro(s): Markus Merk |

| 26-8-1997 | Auxerre                      | 2–0 (Global 2-0) | Duisburg | Stade de l'Abbé-Deschamps, Auxerre                      |                                                         |
|           | Diomède 56' · Jeunechamp 83' | Reporte          |          | Asistencia: 9,000 espectadores Árbitro(s): Anders Frisk | Asistencia: 9,000 espectadores Árbitro(s): Anders Frisk |